# Kurima
Kurima – wieś (obec) na Słowacji położona w kraju preszowskim, w powiecie Bardejów. Pierwsze wzmianki o miejscowości pochodzą z roku 1270.
Według danych z dnia 31 grudnia 2016, wieś zamieszkiwały 1133 osoby, w tym 545 kobiet i 588 mężczyzn.